# Ashkaliska flaggan
Ashkaliska flaggan har valts av ashkalier som en symbol för deras egen nation i företrädesvis Kosovo och i diasporan. Ashkaliska flaggan är inspirerad av Albaniens flagga, då de flesta ashkalier är albansktalande men inte etniska albaner.